# Archiboehmeria
Archiboehmeria é um género botânico pertencente à família Urticaceae.

## Espécies
- Archiboehmeria atrata